# Henrique Soares da Costa

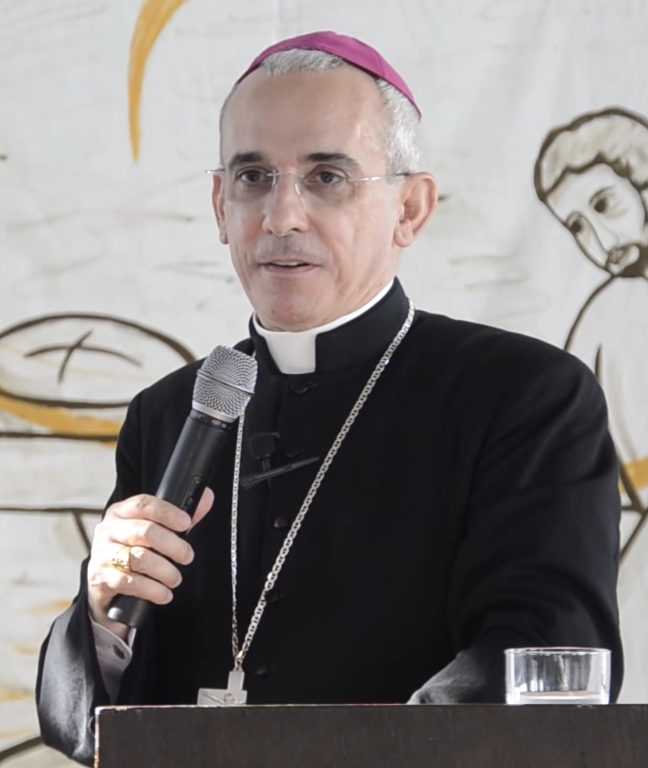
Henrique Soares da Costa, 2014

Henrique Soares da Costa (* 11. April 1963 in Penedo; † 18. Juli 2020 in Recife) war ein brasilianischer Geistlicher und römisch-katholischer Bischof von Palmares.

## Leben
Henrique Soares da Costa trat mit 18 Jahren in das Ordensseminar in Maceió ein und schloss 1984 ein Philosophiestudium an der Universidade Federal de Alagoas (Ufal) ab. Von 1985 bis 1989 war er Novize im Kloster São Bento in Rio de Janeiro und im Trappistenkloster Nossa Senhora do Novo Mundo. 1990 kehrte er an das Seminar von Maceió zurück, wo er die Theologische Fakultät besuchte. Im folgenden Jahr ging er nach Rom und schloss ein Studium in Dogmatischer Theologie an der Päpstlichen Universität Gregoriana ab. Er empfing am 15. August 1992 die Priesterweihe. Von 1994 bis 2009 war er Rektor der Kirche Nossa Senhora do Livramento in Maceió. Er war Professor für Theologie am Provinzseminar in Maceió und am Theologiekurs am Weiterbildungszentrum in Maceió. Er war außerdem Professor am Franziskanischen Institut für Theologie in Olinda (PE) und am Sedes Sapientiae Institut in Recife. Er war zudem Mitglied des Priesterrates der Erzdiözese Maceió, Cabildo Metropolitano und Colégio de Consultores. Er war auch Bischofsvikar für die Laien und Koordinator der Kommission für politische Bildung und verantwortlich für die ständigen Diakone und die diakonischen Schulen der Erzdiözese.
Papst Benedikt XVI. ernannte ihn am 1. April 2009 zum Weihbischof in Aracaju und Titularbischof von Acufida. Die Bischofsweihe spendete ihm der Erzbischof von Maceió, Antônio Muniz Fernandes OCarm, am 19. Juni desselben Jahres; Mitkonsekratoren waren José Palmeira Lessa, Erzbischof von Aracajú, und José Carlos Melo CM, Alterzbischof von Maceió. Als Wahlspruch wählte er in Christo pascere: (die Herde) „in Christus weiden“, ein Zitat aus der berühmten Predigt des hl. Augustinus „De pastoribus“ über das Vorbild des guten Hirten (Ez 34 ) und die Aufgaben der Seelenhirten (Pastoren). Zeitgleich übernahm er das Amt des Generalvikars von Aracaju. Er präsentierte das Sonntagsprogramm Hora Católica über Rádio Cultura de Sergipe.
Papst Franziskus ernannte ihn am 19. März 2014 zum Bischof von Palmares.
Im Nordosten der Region 2 der Nationalen Bischofskonferenz Brasiliens (CNBB NE2) war er Präsident der Regionalen Pastoralkommission für Kultur und Bildung sowie Koordinator der Kommission für politische Bildung, Kolumnist in mehreren Zeitungen in der Stadt Maceió, im Jornal da Cidade in Aracaju und Redakteur und Kolumnist der Erzdiözesanzeitung O Semeador in Maceió.
Da Costa starb am 18. Juli 2020 im Alter von 57 Jahren im Hospital Memorial São José  in Recife an den Folgen von COVID-19. Dom Henrique war der dritte Bischof, der in den letzten drei Monaten in der Region Nordeste 2 gestorben ist, die die Bundesstaaten Rio Grande do Norte, Paraíba, Pernambuco und Alagoas umfasst. Die anderen waren Aldo de Cillo Pagotto, ebenfalls Opfer der COVID-19-Pandemie in Brasilien, und Valério Breda, Bischof von Penedo (AL).